# Marko Simeunovič
Marko "Simke" Simeunović (6 de dezembro de 1967) é um ex-futebolista profissional esloveno que atuava como goleiro.
Ele disputou a Euro 2000 e a Copa do Mundo de 2002, as primeiras em que a Eslovênia se qualificou.

## Carreira
Simeunović se profissionalizou no Red Star Belgrade.

## Seleção
Simeunović representou a Seleção Eslovena de Futebol na Copa do Mundo de 2002, na Coreia do Sul e Japão. 

## títulos

### Olimpija Ljubljana
- Prva liga: 1991–92, 1992–93, 1993-94, 1994–95
- Slovenian Cup: 1992–93, 1995–96

### Maribor
- Slovenian Championship: 1996–97, 1999–2000, 2000–01, 2001–02
- Slovenian Cup: 1996–97